# Jeździectwo na Letnich Igrzyskach Olimpijskich 1984
Jeździectwo na Letnich Igrzyskach Olimpijskich 1984 w Los Angeles rozgrywane było w dniach 29 lipca – 10 sierpnia. W zawodach wzięło udział 157 jeźdźców, w tym 47 kobiet, z 30 krajów. Reprezentacja Polski, podobnie jak w innych dyscyplinach, nie wystartowała. Tabelę medalową zdominowali gospodarze igrzysk.

## Medaliści[2]
| Konkurencja                            | | | |
| Ujeżdżenie – indywidualnie             | RFN · Reiner Klimke na koniu Ahlerich | Dania · Anne Grethe Jensen na koniu Marzog | Szwajcaria · Otto Hofer na koniu Limandus |
| Ujeżdżenie – drużynowo                 | RFN · Reiner Klimke na koniu Ahlerich · Uwe Sauer na koniu Montevideo · Herbert Krug na koniu Muscadeur                                                             | Szwajcaria · Otto Hofer na koniu Limandus · Christine Stückelberger na koniu Tansanit · Amy De Bary na koniu Aintree                                                 | Szwecja · Ulla Hakansson na koniu Flamingo · Louise Nathorst na koniu Inferno · Ingamay Bylund na koniu Aleks                                       |
| WKKW – indywidualnie                   | Nowa Zelandia · Mark Todd na koniu Charisma | Stany Zjednoczone · Karen Stives na koniu Ben Aurthur | Wielka Brytania · Virginia Leng na koniu Priceless                                                                                                  |
| WKKW – drużynowo                       | Stany Zjednoczone · Michael Plumb na koniu Blue Stone · Karen Stives na koniu Ben Arthur · Torrance Fleischmann na koniu Finvarra · Bruce Davidson na koniu JJ Babu | Wielka Brytania · Virginia Leng na koniu Priceless · Ian Stark na koniu Oxford Blue · Diana Clapham na koniu Windjammer · Lucinda Green na koniu Regal Realm         | RFN · Bettina Overesch na koniu Peacetime · Burkhard Tesdorpf na koniu Freedom · Claus Erhorn na koniu Fair Lady · Dietmar Hogrefe na koniu Foliant |
| Skoki przez przeszkody – indywidualnie | Stany Zjednoczone · Joseph Fargis na koniu Touch of Class | Stany Zjednoczone · Conrad Homfeld na koniu Abdullah | Szwajcaria · Heidi Robbiani na koniu Jessica V |
| Skoki przez przeszkody – drużynowo     | Stany Zjednoczone · Joseph Fargis na koniu Touch of Class · Conrad Homfeld na koniu Abdullah · Leslie Howard na koniu Albany · Melanie Smith na koniu Calypso       | Wielka Brytania · Michael Whitaker na koniu Overton Amanda · John Whitaker na koniu Ryans Son · Steven Smith na koniu Shining Example · Timothy Grubb na koniu Linky | RFN · Paul Schockemöhle na koniu Deister · Peter Luther na koniu Livius · Franke Sloothaak na koniu Farmer · Fritz Ligges na koniu Ramzes           |

## Klasyfikacja medalowa zawodów
| Lp. | Państwo         |   |   |   | Łącznie |
| --- | --------------- | - | - | - | ------- |
| 1.  | USA             | 3 | 2 | 0 | 5       |
| 2.  | RFN             | 2 | 0 | 2 | 4       |
| 3.  | Nowa Zelandia   | 1 | 0 | 0 | 1       |
| 4.  | Wielka Brytania | 0 | 2 | 1 | 3       |
| 5.  | Szwajcaria      | 0 | 1 | 2 | 3       |
| 6.  | Dania           | 0 | 1 | 0 | 1       |
| 7.  | Szwecja         | 0 | 0 | 1 | 1       |